# Anton Maria Borromeo

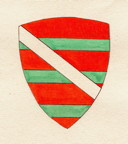
Stemma dei Borromeo Toscana

Anton Maria Borromeo (Padova, 12 agosto 1724 – Padova, 23 gennaio 1813) è stato un bibliotecario italiano.

## Biografia
Fu il capostipite del ramo padovano della celebre famiglia Borromeo, che si estinse alla sua morte nel 1813.
Collezionista delle opere dei più svariati novellieri, scrisse nel 1794 l'opera Notizia dei novellieri.